# アナ・ロンギザ
アナ・ロンギザ（Ana Roqica、1988年2月2日 - ）は、フィジーの女子ラグビー選手。

## プロフィール
- フィジー・スバ出身[1]。
- ポジションはフルバック(FB)。
- 身長 162cm、体重 55kg

## 略歴
2016年、リオ五輪の7人制女子フィジー代表に選ばれて主将を務めた。
そして2021年、東京五輪の7人制女子フィジー代表に選ばれて銅メダル獲得。